# Nordheim (Texas)
Nordheim es una ciudad ubicada en el condado de DeWitt en el estado estadounidense de Texas. En el Censo de 2010 tenía una población de 307 habitantes y una densidad poblacional de 238,5 personas por km².

## Geografía
Nordheim se encuentra ubicada en las coordenadas 28°55′26″N 97°36′51″O / 28.92389, -97.61417. Según la Oficina del Censo de los Estados Unidos, Nordheim tiene una superficie total de 1.29 km², de la cual 1.29 km² corresponden a tierra firme y (0%) 0 km² es agua.

## Demografía
Según el censo de 2010, había 307 personas residiendo en Nordheim. La densidad de población era de 238,5 hab./km². De los 307 habitantes, Nordheim estaba compuesto por el 84.69% blancos, el 2.61% eran afroamericanos, el 0.98% eran amerindios, el 0% eran asiáticos, el 0% eran isleños del Pacífico, el 8.14% eran de otras razas y el 3.58% pertenecían a dos o más razas. Del total de la población el 35.18% eran hispanos o latinos de cualquier raza.